# The Visitor
The Visitor – solowy album amerykańskiego muzyka rockowego Jima O’Rourke, wydany 8 września 2009 roku. Płyta składa się z jednego, długiego utworu instrumentalnego, który wiąże sobą wątki rocka alternatywnego, folku, a nawet americany.
Album jest kolejnym z serii zainspirowanych filmami Nicolasa Roega (poprzednie były Bad Timing z 1997, Eureka z 1999 oraz Insignificance z 2001). Tym razem jednak tytuł pochodzi od postaci z The Man Who Fell To Earth.

## Lista utworów
1. „The Visitor” – 38:03